# Rinnovamento Democratico
Rinnovamento Democratico (in greco: Δημοκρατική Ανανέωση - ΔΗΑΝΑ, trasl. Dimokratiki Ananeosi - DIANA) è stato un partito politico greco di orientamento conservatore fondato nel 1985 da Kōstīs Stefanopoulos, fuoriuscito da Nuova Democrazia.
La scissione si verificò in seguito ad alcuni contrasti con Kōnstantinos Mītsotakīs, intenzionato a mantenere la guida del partito nonostante la sconfitta alle elezioni parlamentari del 1985; alla nuova formazione politica aderirono in tutto 10 deputati, provenienti da Nuova Democrazia.
In occasione delle elezioni parlamentari del giugno 1989 il partito si attestò all'1% dei voti, riuscendo a far eleggere Stefanopoulos; alle contestuali elezioni europee conseguì l'1,36% dei voti e un seggio (Dimitrios Nianias, che aderì al gruppo Alleanza Democratica Europea).
Non prese parte alle parlamentari del novembre 1989.
Alle parlamentari del 1990 ottenne lo 0,67% dei voti e un deputato, Theodoros Katsikis, che si rivelò determinante per la nascita del governo guidato da Mītsotakīs. Katsikis aderì successivamente a Nuova Democrazia.
Alle europee del 1994 il partito raggiunse il 2,79% ma perse la propria rappresentanza; nell'agosto 1996 confluì in Primavera Politica, formazione lanciata da Antōnīs Samaras dopo l'abbandono di Nuova Democrazia.
Le divergenze sarebbero state superate nel 2004, quando Primavera Politica confluì a sua volta in Nuova Democrazia.

## Risultati
| Elezione                 | Voti    | %    | Seggi   |
| ------------------------ | ------- | ---- | ------- |
| Europee 1989             | 89.811  | 1,36 | 1 / 24  |
| Parlamentari 1989 (Giu.) | 65.614  | 1,01 | 1 / 300 |
| Parlamentari 1989 (Nov.) | N.D.    | N.D. | N.D.    |
| Parlamentari 1990        | 44.077  | 0,67 | 1 / 300 |
| Europee 1994             | 182.525 | 2,79 | 0 / 25  |